# 張虎 (後漢)
張 虎（ちょうこ、生没年不明）は、中国後漢末期の人物。
荊州江夏郡出身の賊。陳生と共に軍勢を擁し、襄陽郡に割拠していたが、荊州刺史として劉表が赴任し、使者として蒯越・龐季が訪れると、その説得に応じて帰順した。

## 三国志演義
羅貫中の小説『三国志演義』では、劉表配下の将として登場。孫堅の侵攻を迎撃する。その配下の韓当と三十合余り打ち合うが、加勢に来た陳生が孫策によって射殺されると動揺し、その隙を突かれ韓当に一刀両断される（第7回）。
この後、嘉靖本や黄正甫本などの古本では第34回で、荊州の賊として再登場する。物語中では前述通り死亡しているため、毛宗崗本では張武という別人に変えられている。